# 本田真吾 (漫画家)
本田 真吾（ほんだ しんご）は、日本の漫画家。

## 作品リスト

### 漫画
- 脳内格闘アキバシュート（『漫画アクション』、全4巻）
- 卓球Dash!!（『月刊少年チャンピオン』、全15巻）
- ハカイジュウ（『月刊少年チャンピオン』、全21巻）
- 切子〜キリコ〜（『別冊漫画ゴラク』、全1巻）
  - 切子 殺（キリコ キル）（『週刊漫画ゴラク』） - 『切子〜キリコ〜』の続編
- 彩子 黒（『月刊少年チャンピオン』、全1巻）
  - 彩子 白（『月刊少年チャンピオン』、全1巻） - 『彩子 黒』の前日談
  - その男、SAiKOにつき（『月刊少年チャンピオン』） - 『クローズリスペクト』の一篇、『彩子 黒』の派生作品
- 巨竜戦記（『週刊少年マガジン』、全3巻）
- 終園地（『漫画ゴラクスペシャル』、全2巻）
- サイコ×パスト 猟奇殺人潜入捜査（『別冊少年チャンピオン』2022年1月号[1] - 、既刊10巻）
- ピエロマン（画：高橋伸輔、『週刊漫画ゴラク』2022年8月19日・26日合併号[2] - 2025年6月20日号[3]、全10巻） - 原作担当[2]

### その他
- 映画「孤狼の血 LEVEL2」イラスト（2021年8月[4]）